# Trebi Germà
Trebi Germà (probablement Lucius Trebius Germanus) va ser el governador de Britànnia entorn de l'any 126.
De tota manera, aquesta informació prové d'una inscripció gairebé inintel·ligible i un diploma militar de l'època, on s'esmenta el seu nom en connexió amb la província. Sota el seu càrrec, es continuà la construcció del Mur d'Adrià i probablement es va completar la primera fase.
També és conegut per una sentència de mort que va dictar com a governador (no necessàriament de Britànnia) contra un esclau menor d'edat, per considerar que aquest ja estava a prop de la pubertat i havia restat en silenci mentre el seu amo era assassinat.